# Kongelige Danske Marine
Die Kongelige Danske Marine (deutsch Königlich Dänische Marine) wird auch Søværnet (deutsch wörtlich: Seewehr) genannt und ist die Seestreitkraft des Königreichs Dänemark und somit ein Teil der Dänischen Streitkräfte. Die dänische Marine blickt auf eine über 500-jährige Geschichte zurück.
Die Marine umfasst 2900 Mann. Der Frauenanteil am gesamten militärischen und operativen Personal betrug zum 1. Januar 2020 7,6 Prozent. 2019 dienten 162 Wehrpflichtige bei der Marine, davon 35 Frauen (Anteil 21,6 Prozent). Hinzu kommen etwa 7300 Reservisten und 4000 Mann Marineheimwehr.

## Auftrag

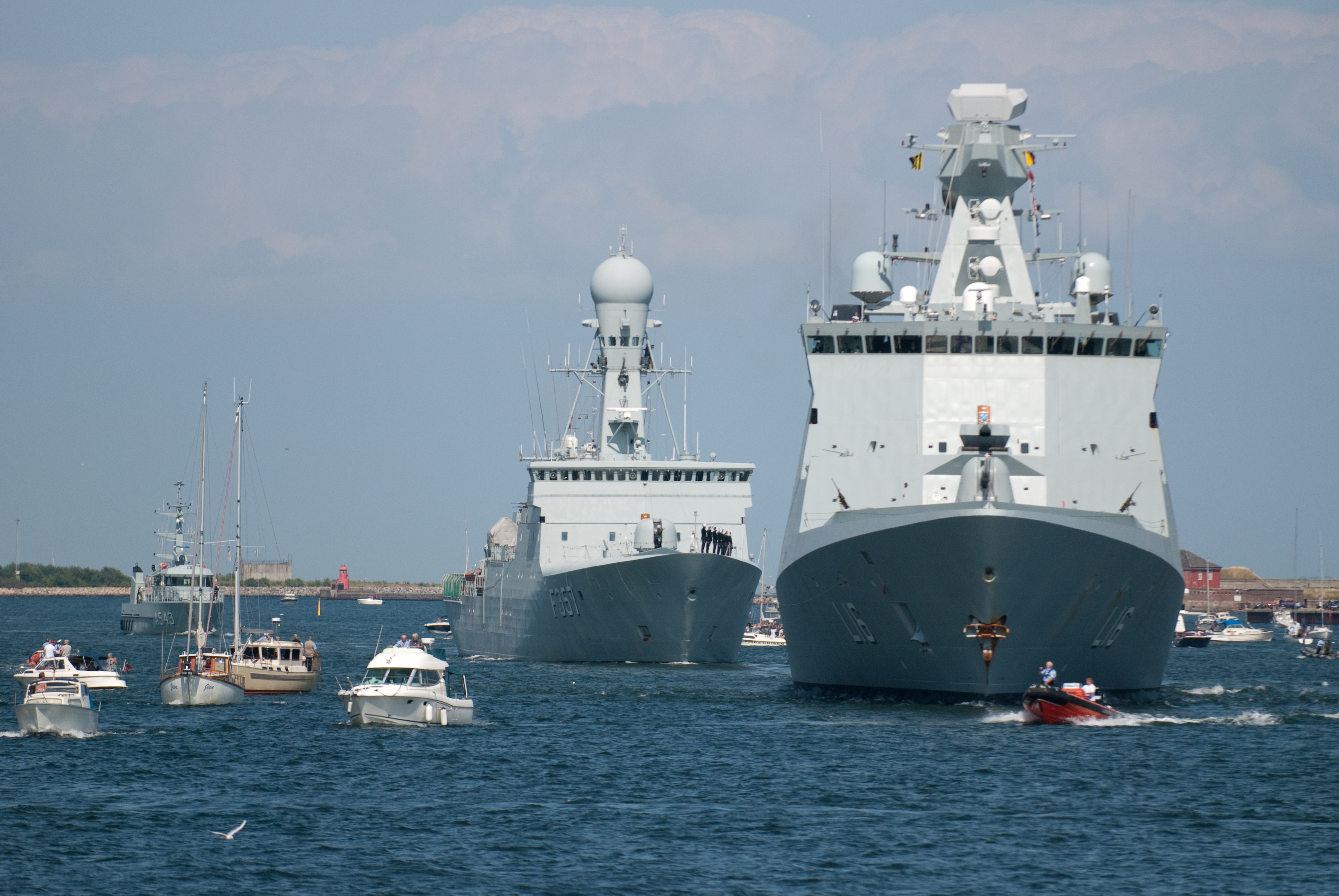
Die L16 Absalon und F357 Thetis vor Kopenhagen bei der Flottenparade zum 500. Jahrestag der dänischen Marine (2010)

Die Aufgabenstellung für die dänische Marine wurde und wird durch die geographischen Besonderheiten Dänemarks bestimmt: Die eine Hälfte des Königreichs besteht aus Inseln (Seeland, Fünen etc.), die andere aus Festland (die Halbinsel Jütland). Dänemark liegt zudem genau an den drei Meerengen zwischen Nordsee und Ostsee, und es beherrschte bis zum 17. Jahrhundert beide Seiten dieser Meerengen. Minimalaufgabe der dänischen Flotte war stets der Schutz der dänischen Inseln (ggf. unter Preisgabe des Festlands) und Kopenhagens vor Landungsoperationen feindlicher Flotten.
Weitere Hauptaufgaben waren und sind neben der Verteidigung der dänischen Küsten und Gewässer die Kontrolle der Ostseezugänge, die Sicherung der Verbindungen nach Norwegen und Schonen sowie die Vorherrschaft in der südlichen bzw. westlichen Ostsee (zwischen Seeland und Bornholm). Zudem ist die dänische Marine innerhalb der NATO für den Schutz der Färöer-Inseln und die Verteidigung Grönlands mitverantwortlich. Nach Abzug der US-Truppen vom Inselstaat Island übernahm die dänische Marine die isländische Küstenverteidigung gemeinsam mit der isländischen Küstenwache (Landhelgisgæsla Íslands).
In den 500 Jahren ihres Bestehens zählte der Kampf gegen Piraten in den dänisch-norwegischen Gewässern sowie auf den übrigen Weltmeeren immer wieder zu ihren Aufgaben. Zur Teilnahme an friedensfördernden Operationen hat die Marine regelmäßig eine Korvette an die NATO delegiert.

## Geschichte der Dänischen Marine
Die Geschichte der dänischen Seefahrt begann spätestens mit der Völkerwanderung und den Wikingerfahrten, ab dem 6. Jahrhundert kam der Gebrauch von Segeln auf. Vom 9. bis zum 11. Jahrhundert beherrschten dänische Schiffe die Nordsee, vom 12. bis zum 17. Jahrhundert zumeist die Ostsee. Ihre Hauptgegner waren dabei im Mittelalter Lübeck und die Hanse, in der Neuzeit Schweden, danach Großbritannien und Deutschland. Wichtige Verbündete waren zwischenzeitlich die Niederlande und Russland. Eine (zunächst Norwegen einschließende) nationale und permanente königlich-dänische Marine wurde erst zu Beginn des 16. Jahrhunderts geschaffen (1510). Zweimal, nach dem Raub der dänischen Flotte durch die Britische Royal Navy (1807) und nach der Selbstversenkung während des Zweiten Weltkriegs (1943), musste die dänische Marine neu aufgebaut werden.

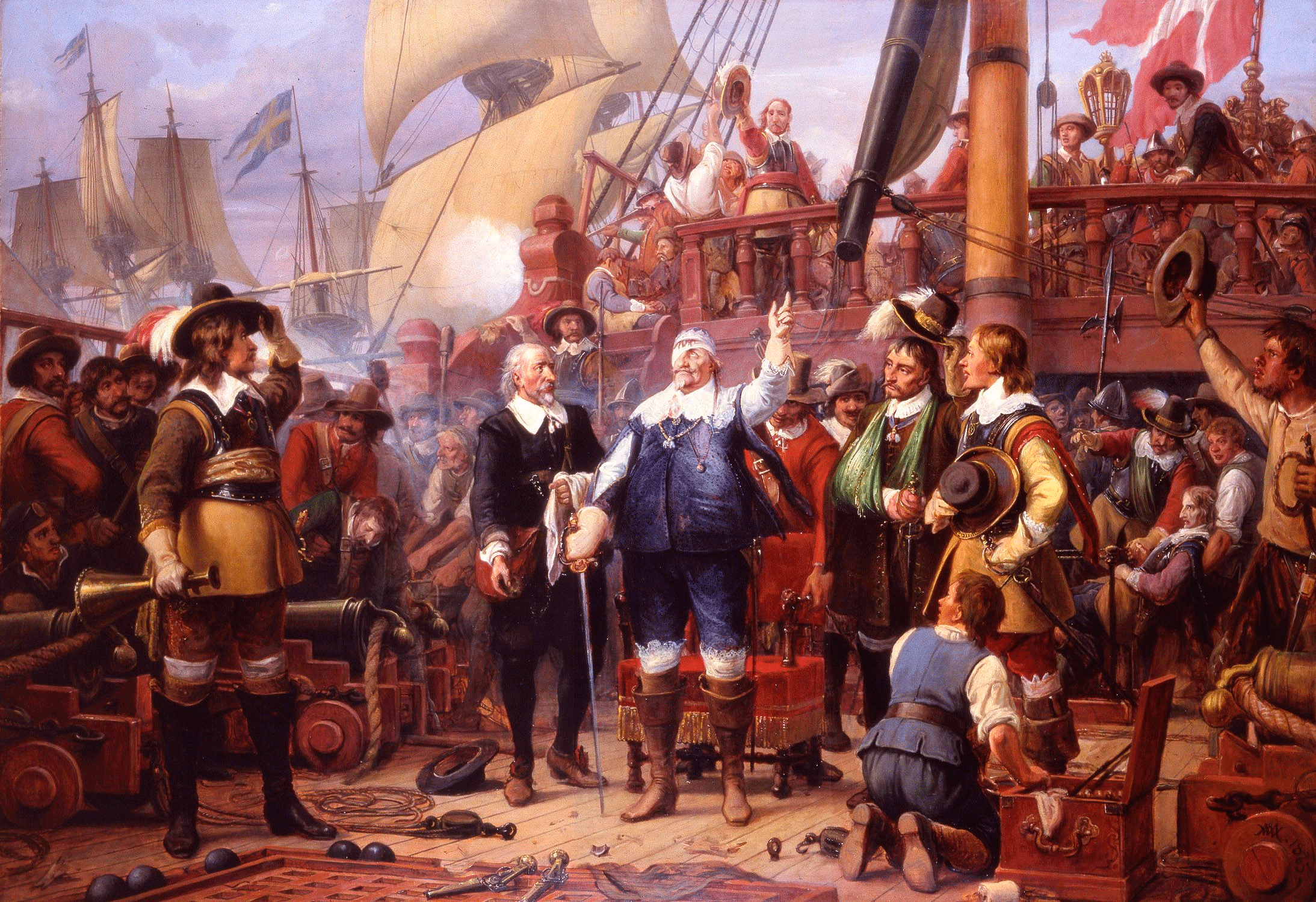
Seeschlacht auf der Kolberger Heide (1644)
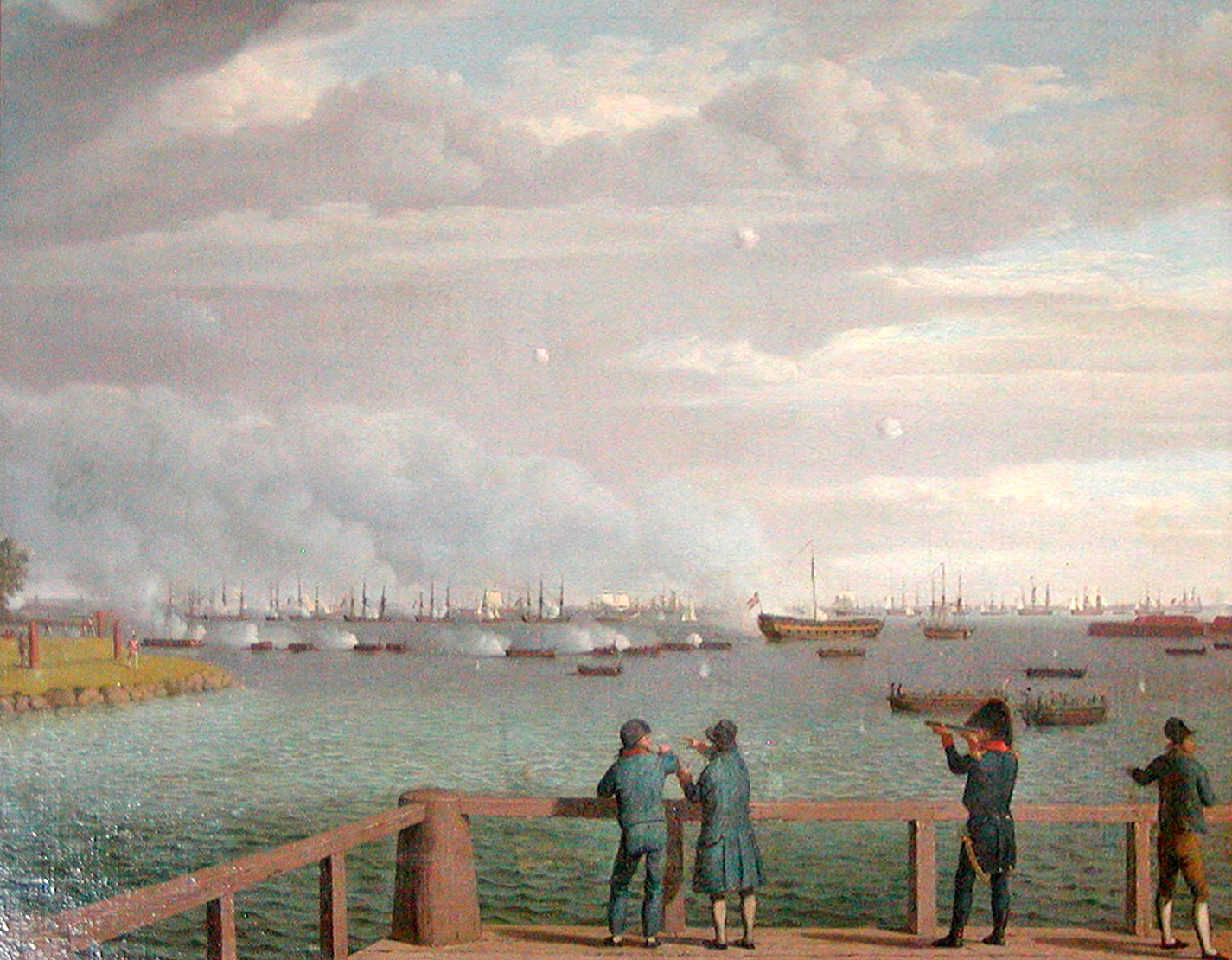
Bombardement Kopenhagens (1807)
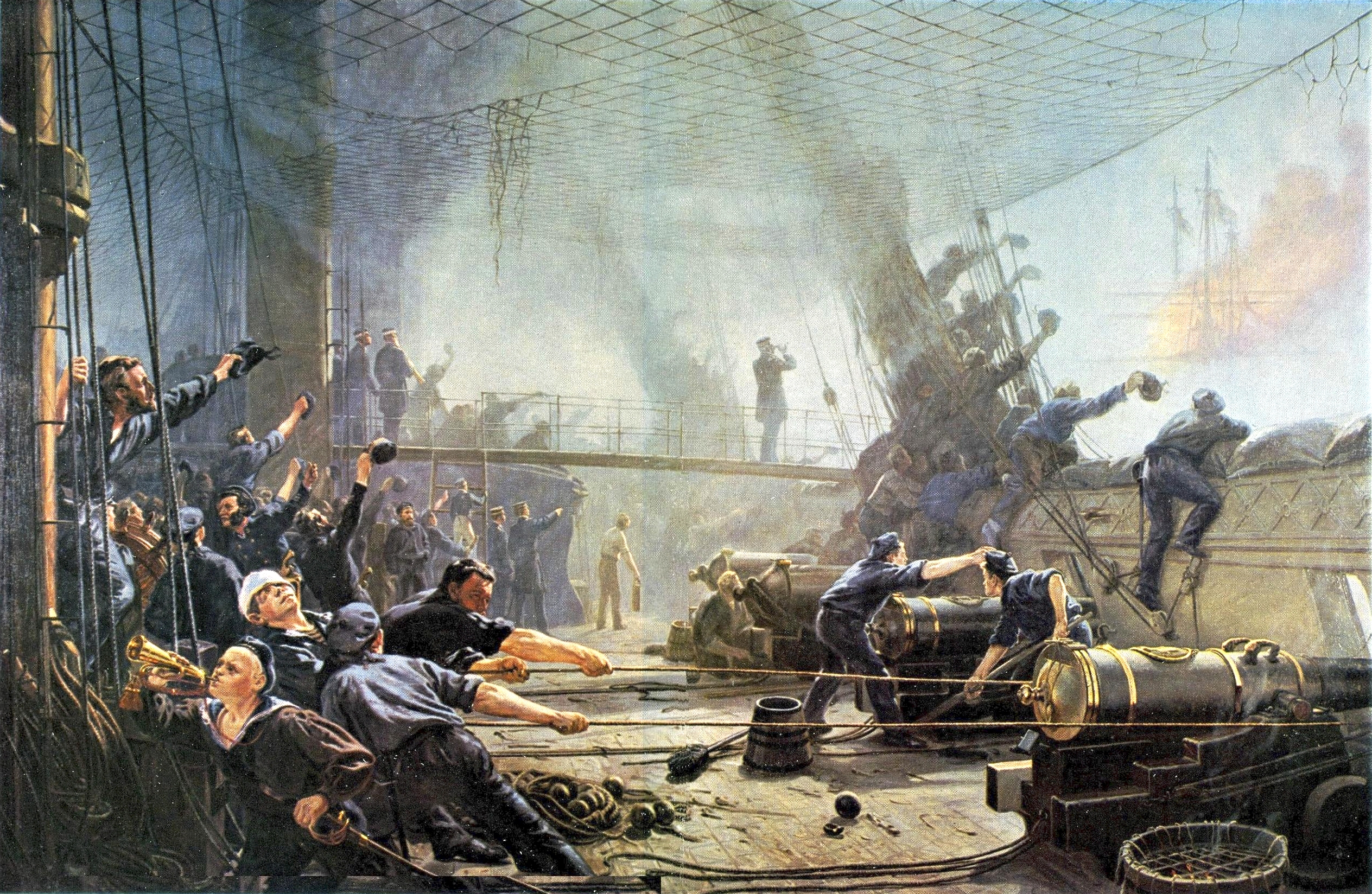
Seegefecht bei Helgoland (1864)
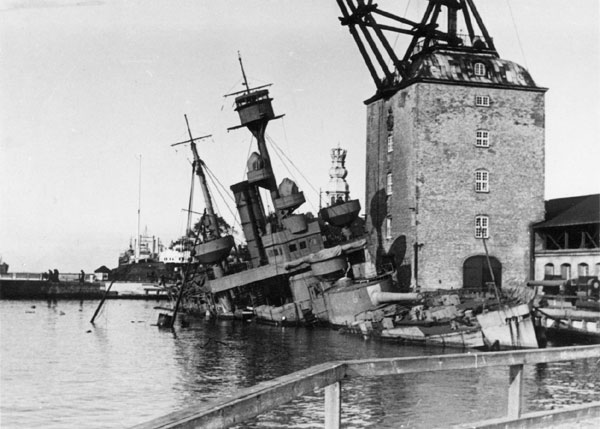
Selbstversenkung der dänischen Flotte (1943)

## Organisation

Dänische Gewässer (ohne Färöer und Grönland) und wichtigste Marinebasen: Frederikshavn (Nordseegeschwader), Korsør (Ostseegeschwader, Minensucher), Kongsøre (Froschmannkorps), Kopenhagen (Marineakademie), Helsingør (Garnison bis 1991)

Die dänische Flotte gliedert sich traditionell in zwei Geschwader (Eskadre), ein Nordsee- bzw. Kattegat-Geschwader (1. Eskadre) und ein Ostseegeschwader (2. Eskadre). Hinzu kommt ein als „Froschmänner“ bezeichnetes Marinespezialkommando (Frømandskorpset), eine Kombination aus Marineinfanterie und Kampftauchern. Zu den Geschwadern gehören Schiffe mit unterschiedlichen Funktionen und Größen. Darüber hinaus verfügt die Marine über mobile, landgestützte Seezielflugkörper-Batterien. Die Marine entwickelte den modularen Schiffstyp Standard-Flex-300, dessen Schiffe je nach Ausrüstung und Ausbildung der Besatzung als Überwachungsboot, U-Jagdboot und Minenleger/Minenräumboot eingesetzt werden können. Die Marine hat fest stationierte Einheiten zur Umweltüberwachung, Fischereiüberwachung und zur Wahrung der Souveränitätsrechte vor Grönland und den Färöern.

### Stützpunkte
Hauptbasis der 1. Eskadre ist heute Frederikshavn am Kattegat, Hauptbasis der 2. Eskadre ist Korsør am Großen Belt. In Korsør befinden sich die meisten Minensucher und -leger. Das Froschmannkorps hat seinen Stützpunkt in Kongsøre auf Seeland. Bei Karup in der Mitte von Jütland befindet sich das Marinehauptquartier und das Operationszentrum (Marinestaben) des für die Heimatgewässer zuständigen Admirals. In der Hauptstadt Kopenhagen befindet sich die Königliche Marineakademie, an der seit über 300 Jahren Seeoffiziere herangebildet werden.

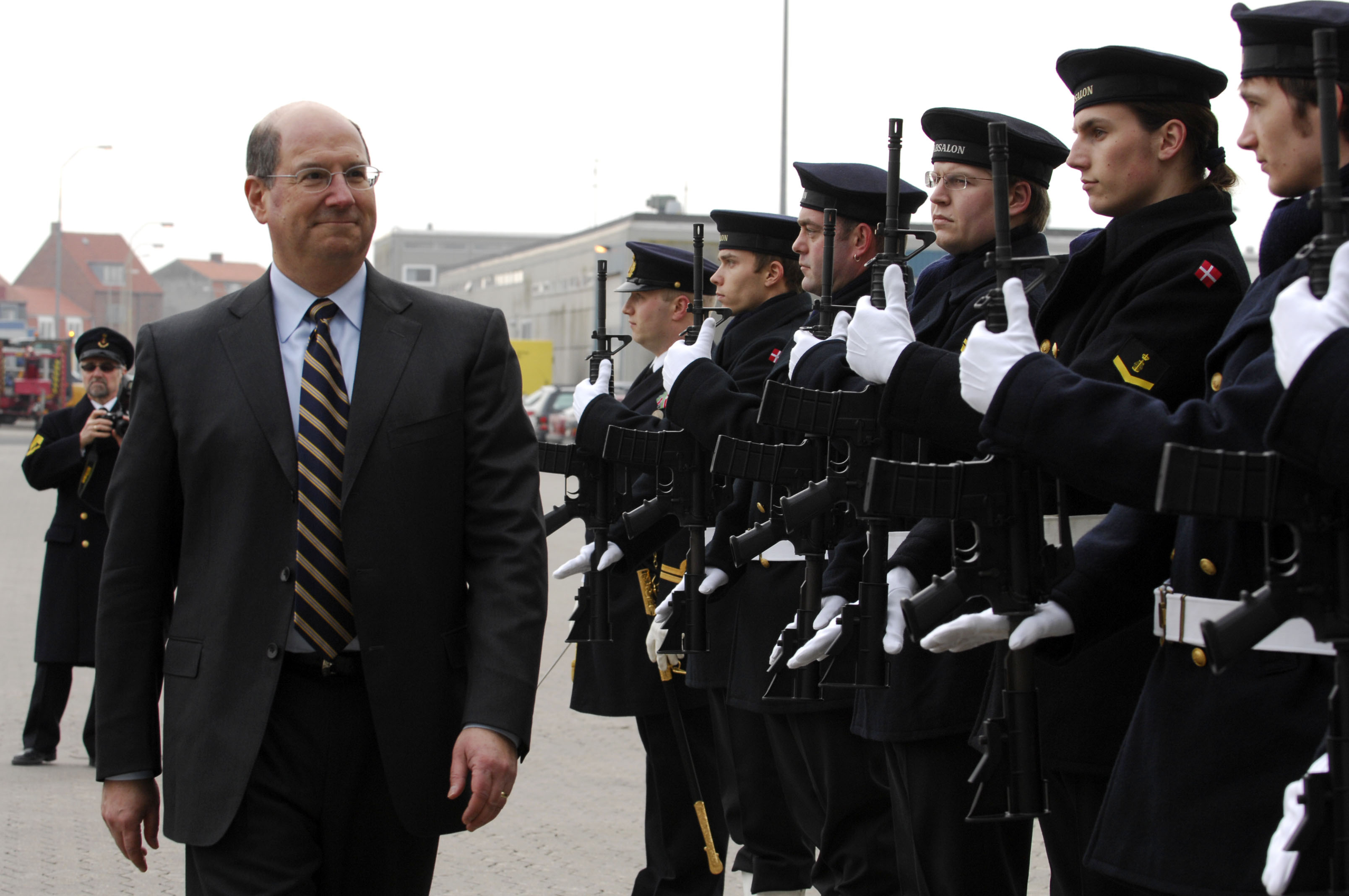
Marinesoldaten im Flottenstützpunkt Korsør
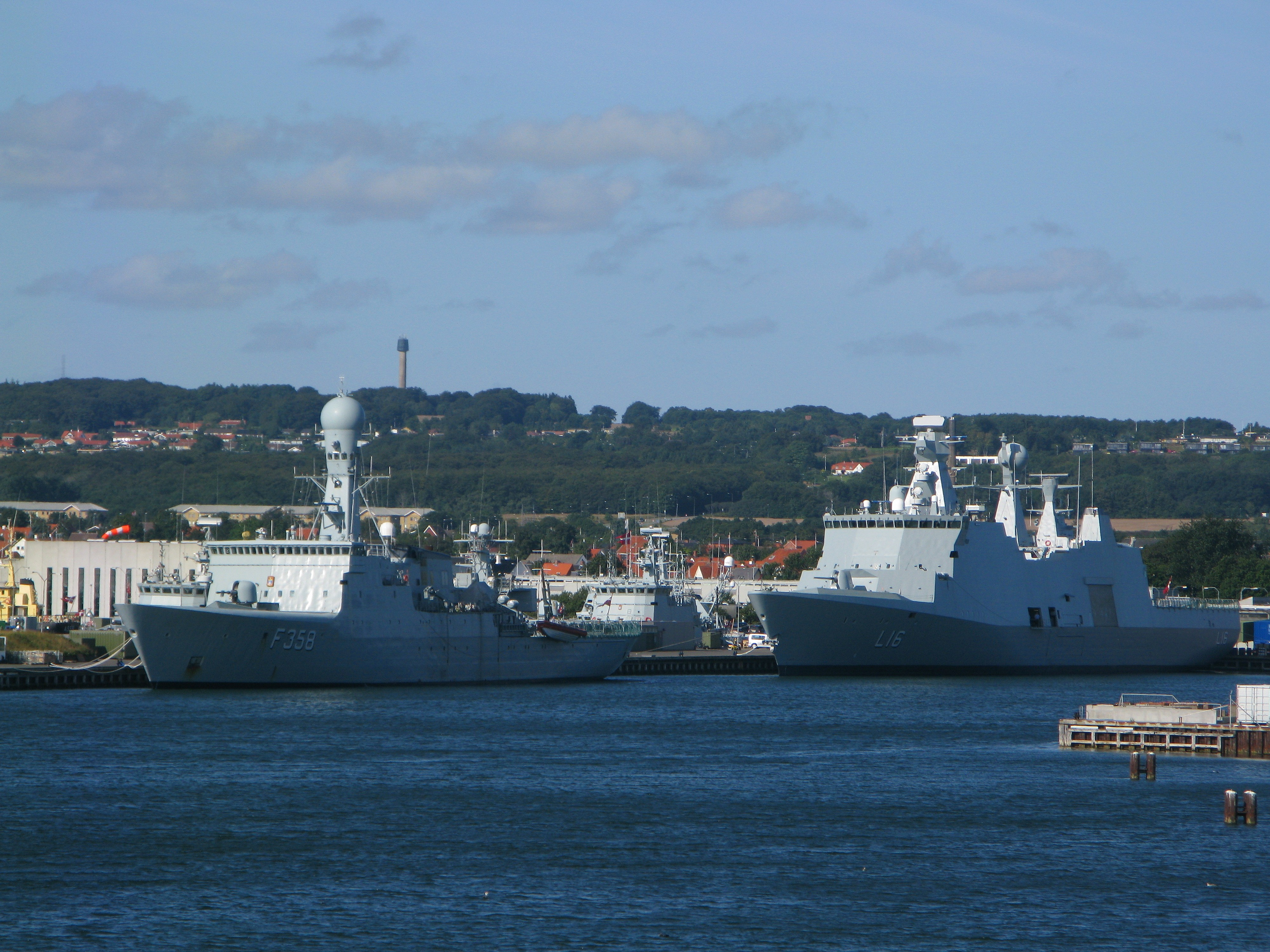
L16 Absalon und F358 Triton in Frederikshavn
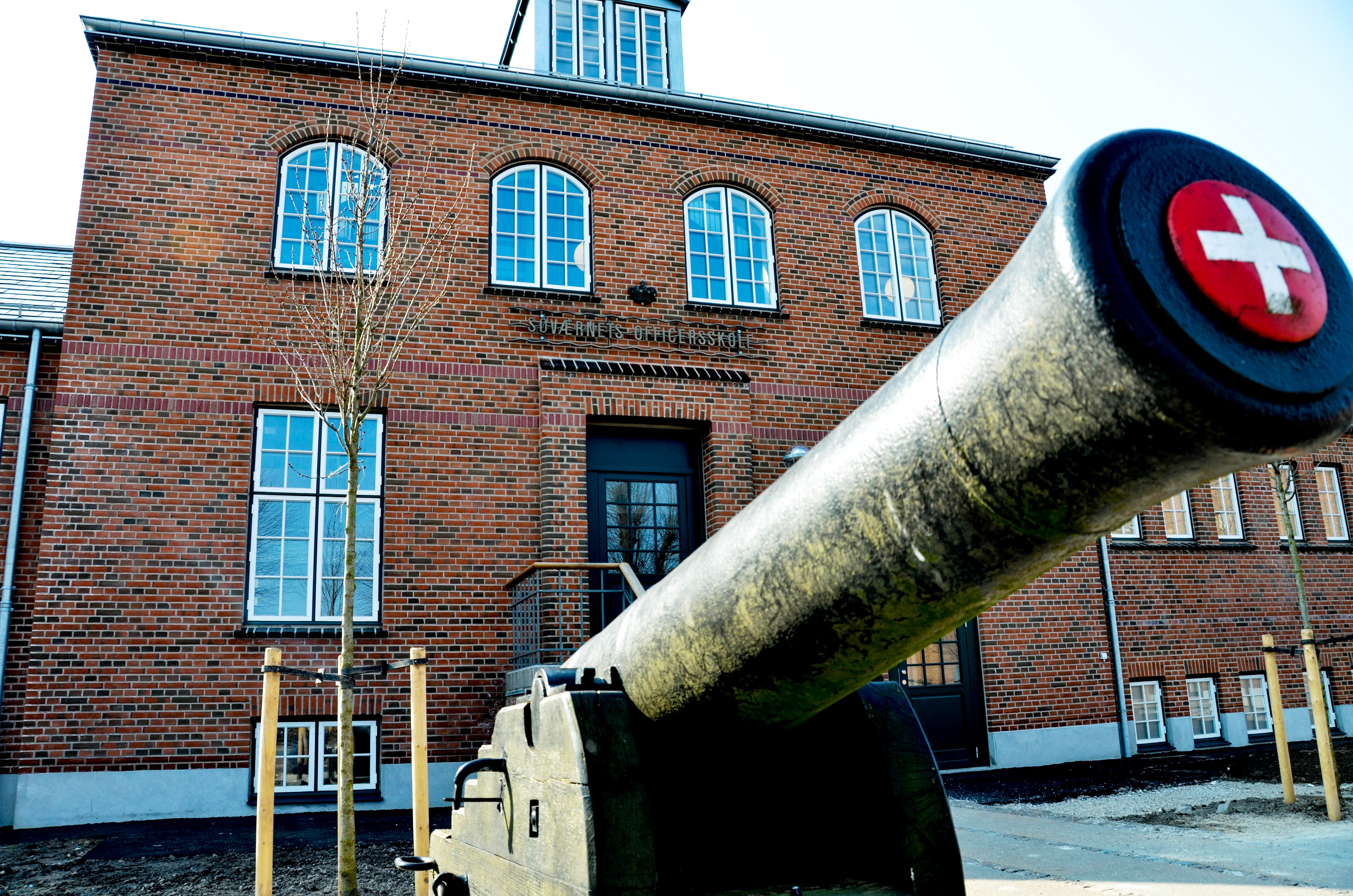
Marineakademie in Kopenhagen
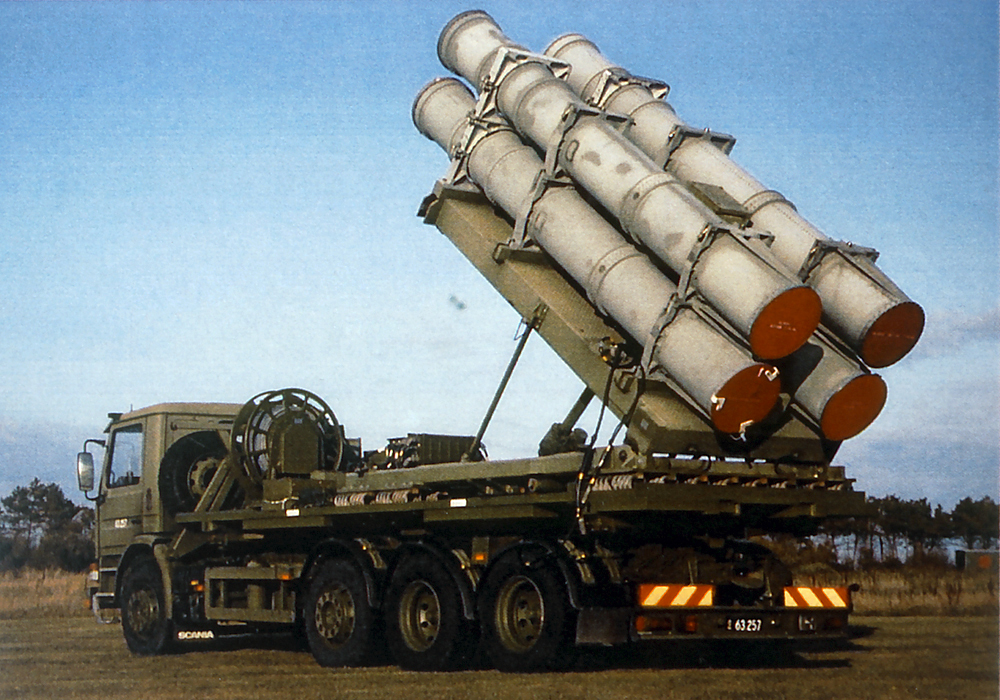
Mobile Raketenbatterie der Küstenwache

Die Leitung aller Operationen der Marine liegt beim Admiralstab in Karup und beim Arktischen Kommando. Für die Logistik ist das Materialkommando der Streitkräfte (FMT) in Kopenhagen zuständig.

### Spezialeinheit

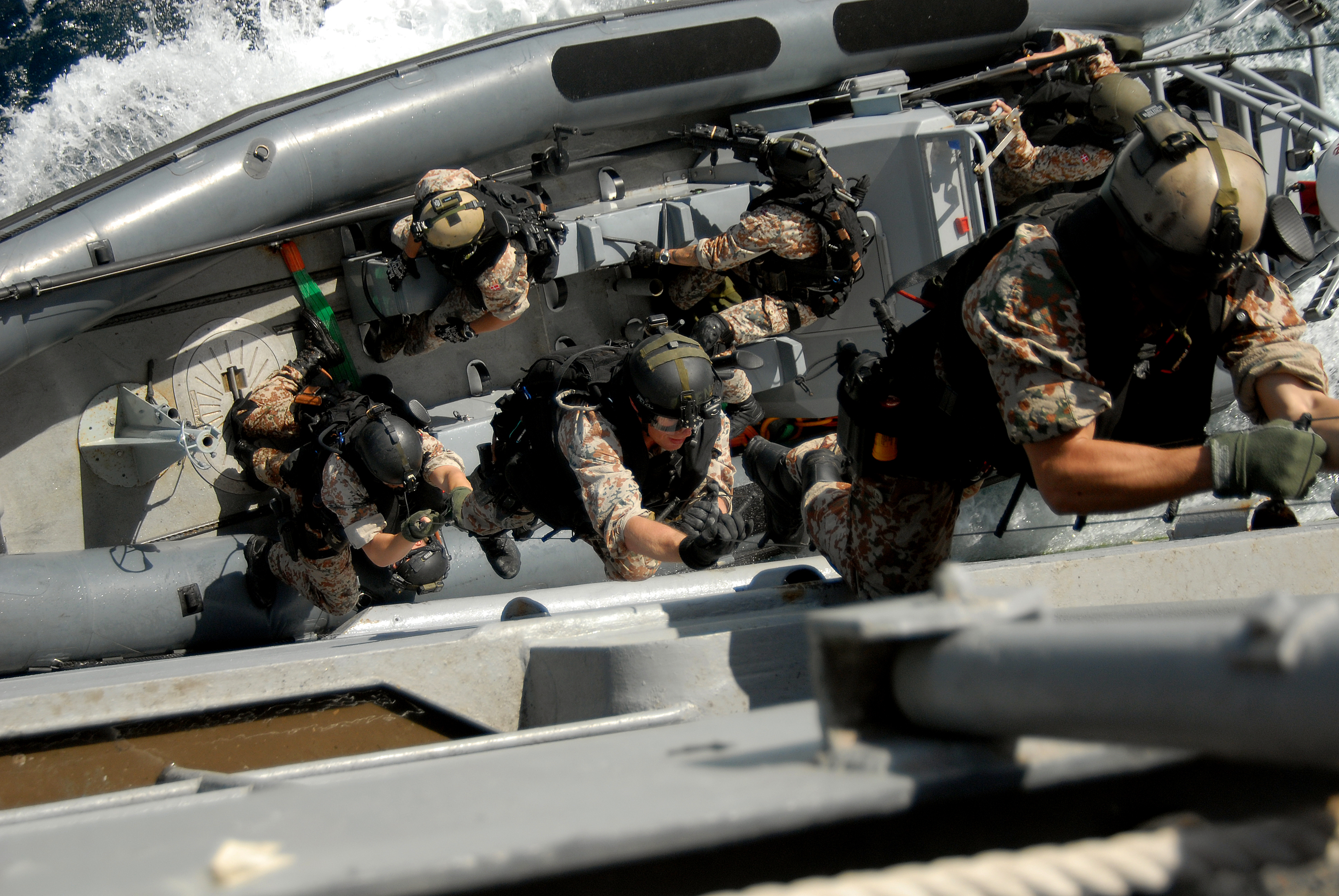
Frømandskorpset im Einsatz gegen Piraten vor Aden

Frømandskorpset (deutsch Froschmannkorps) ist eine Kampfschwimmereinheit der dänischen Marine. Die Einheit gilt als eine der fähigsten Kampfschwimmereinheiten der NATO.
Frømandskorpset führt Aufklärung im Vorfeld amphibischer Operationen, Hinterhalte und Sabotage sowie Sprengungen und Räumungen unter Wasser durch. Die Soldaten sind im waffenlosen Nahkampf ausgebildet, im Entern von Schiffen sowie für maritime Antiterroroperationen wie Geiselbefreiungen auf Schiffen oder Bohrplattformen.

## Schiffe
Die meisten der kleineren Schiffe der Marine gehören zur Standard-Flex-300-Klasse, einem auf Modulbauweise basierenden Schiffstyp. Er kann je nach Ausrüstung und Ausbildung der Besatzung als Überwachungsboot, U-Jagdboot und Minenleger/Minenräumboot eingesetzt werden. Den Namen von Schiffen der dänischen Marine wird in der Regel das Präfix KDM (Kongelige Danske Marine – Königliche Dänische Marine), in der englischen Literatur und bei internationalen Einsätzen auch alternativ HDMS (Her / His Danish Majesty’s Ship), vorangestellt.

### Kriegsschiffe und Boote
| Kennung | Name            | Rufzeichen | Kiellegung        | Stapellauf        | Indienststellung  | Bild |
| ------- | --------------- | ---------- | ----------------- | ----------------- | ----------------- | ---- |
| F 361   | Iver Huitfeldt  | OVVA       | 02. Juni 2008     | 11. März 2010     | 21. Januar 2011   |      |
| F 362   | Peter Willemoes | OVVB       | 12. März 2009     | 21. Dezember 2010 | 22. Juni 2011     |      |
| F 363   | Niels Juel      | OVVC       | 22. Dezember 2009 | 21. Dezember 2010 | 07. November 2011 |      |

| Kennung | Name          | Rufzeichen | Kiellegung        | Stapellauf       | Indienststellung | Bild |
| ------- | ------------- | ---------- | ----------------- | ---------------- | ---------------- | ---- |
| F 341   | Absalon       | OUFA       | 28. November 2003 | 25. Februar 2004 | 19. Oktober 2004 |      |
| F 342   | Esbern Snarre | OUFB       | 24. März 2004     | 21. Juni 2004    | 18. April 2005   |      |

| Kennung | Name        | Rufzeichen | Kiellegung       | Stapellauf        | Indienststellung  | Bild |
| ------- | ----------- | ---------- | ---------------- | ----------------- | ----------------- | ---- |
| F 357   | Thetis      | OUEU       | 10. Oktober 1988 | 14. Juli 1989     | 01. Juli 1991     |      |
| F 358   | Triton      | OUEV       | 17. Juni 1989    | 16. März 1990     | 02. Dezember 1991 |      |
| F 359   | Vædderen    | OUEW       | 19. März 1990    | 21. Dezember 1990 | 09. Juni 1992     |      |
| F 360   | Hvidbjørnen | OUEX       | 02. Januar 1992  | 11. Oktober 1991  | 30. November 1992 |      |

| Kennung | Name            | Rufzeichen | Kiellegung        | Stapellauf       | Indienststellung  | Bild |
| ------- | --------------- | ---------- | ----------------- | ---------------- | ----------------- | ---- |
| P 570   | Knud Rasmussen  | OVFG       | 21. November 2005 | 19. Oktober 2006 | 18. Februar 2008  |      |
| P 571   | Ejnar Mikkelsen | OVFH       | 10. November 2006 | 01. Juni 2006    | 16. Januar 2009   |      |
| P 572   | Lauge Koch      | OVFI       | Mai 2014          |                  | 11. Dezember 2015 |      |

| Kennung    | Name    | Rufzeichen | Kiellegung | Stapellauf | Indienststellung | Bild |
| ---------- | ------- | ---------- | ---------- | ---------- | ---------------- | ---- |
| P 563 Y311 | Søløven | OVDN       |            | 1995       | 27. Mai 1996     |      |

| Kennung | Name     | Rufzeichen | Stapellauf        | Indienststellung   | Bild |
| ------- | -------- | ---------- | ----------------- | ------------------ | ---- |
| P 520   | Diana    | OVFA       | 27. März 2006     | 12. Dezember 2007  |      |
| P 521   | Freja    | OVFB       | 29. August 2006   | 30. Mai 2008       |      |
| P 522   | Havfruen | OVFC       | 29. November 2006 | 25. September 2008 |      |
| P 523   | Najaden  | OVFD       | 27. März 2007     | 11. Dezember 2008  |      |
| P 524   | Nymfen   | OVFE       | 30. Juli 2007     | 4. Mai 2009        |      |
| P 525   | Rota     | OVFF       | 19. Oktober 2007  | 12. Dezember 2009  |      |

| Kennung | Name     | Rufzeichen | Stapellauf        | Indienststellung  | Einsatz als       | Bild |
| ------- | -------- | ---------- | ----------------- | ----------------- | ----------------- | ---- |
| A 541   | Birkholm | OUGO       | 10. Dezember 2005 | 27. Januar 2006   | Vermessungsboot   |      |
| A 542   | Fyrholm  | OUGQ       | 5. August 2006    | 21. Dezember 2006 | Vermessungsboot   |      |
| A 543   | Ertholm  | OUGP       | 25. März 2006     | 8. Mai 2006       | Schulboot         |      |
| A 544   | Alholm   | OUGR       | 6. Januar 2007    | 7. Februar 2007   | Schulboot         |      |
| MSD 5   | Hirsholm | OVEA       | 5. Mai 2007       | 29. Mai 2007      | Minenabwehrdrohne |      |
| MSD 6   | Saltholm | OVEB       | 3. November 2007  | 28. März 2008     | Minenabwehrdrohne |      |

### Nicht mehr im Dienst befindliche Schiffe
| Kennung | Name          | Rufzeichen | Kiellegung         | Stapellauf        | Indienststellung | Außerdienststellung | Bild |
| ------- | ------------- | ---------- | ------------------ | ----------------- | ---------------- | ------------------- | ---- |
| F 352   | Peder Skram   |            | 25. September 1964 | 2. Mai 1965       | 25. Mai 1966     | 5. Juli 1990        |      |
| F 353   | Herluf Trolle |            |                    | 8. September 1965 | 16. April 1967   | 5. Juli 1990        |      |

### Patrouillenboote der Marinehjemmeværnet
Die von der Marineheimwehr (Marinehjemmeværnet) betriebenen Patrouillenboote gliedern sich in drei Klassen:
| Nummer  | Name       | Baujahr               | Bild |
| ------- | ---------- | --------------------- | ---- |
| MHV 801 | Aldebaran  | 1992                  |      |
| MHV 802 | Carina     | 1992                  |      |
| MHV 803 | Aries      | 1993                  |      |
| MHV 804 | Andromeda  | 1993                  |      |
| MHV 805 | Gemini     | 1994                  |      |
| MHV 806 | Dubhe      | 1994                  |      |
| MHV 807 | Jupiter    | 1994                  |      |
| MHV 808 | Lyra       | 1995                  |      |
| MHV 809 | Antares    | 1995                  |      |
| MHV 810 | Luna       | 1996                  |      |
| MHV 811 | Apollo     | 1996                  |      |
| MHV 812 | Hercules   | 1997                  |      |
| MHV 813 | Baunen     | 1997                  |      |
| MHV 814 | Budstikken | 1998                  |      |
| MHV 815 | Kureren    | 1999                  |      |
| MHV 816 | Patrioten  | 2000                  |      |
| MHV 817 | Partisan   | 2001                  |      |
| MHV 818 | Sabotøren  | 2000 Umbau in MHV 851 |      |

| Nummer  | Name      | Baujahr    | Bild |
| ------- | --------- | ---------- | ---- |
| MHV 851 | Sabotøren | Umbau 2010 |      |

| Nummer  | Name          | Baujahr | Bild |
| ------- | ------------- | ------- | ---- |
| MHV 901 | Enø           | 2003    |      |
| MHV 902 | Manø          | 2004    |      |
| MHV 903 | Hjortø        | 2005    |      |
| MHV 904 | Lyø           | 2005    |      |
| MHV 905 | Askø          | 2006    |      |
| MHV 906 | Fænø          | 2007    |      |
| MHV 907 | Hvidsten      | 2008    |      |
| MHV 908 | Brigaden      | 2008    |      |
| MHV 909 | Speditøren    | 2009    |      |
| MHV 910 | Ringen        | 2009    |      |
| MHV 911 | Bopa          | 2009    |      |
| MHV 912 | Holger Danske | 2011    |      |

#### Umweltüberwachungs- und Umweltschutzschiffe
Bis 1996 wurden die Schiffe durch das Umweltministerium betrieben und gingen dann in die Verwaltung der Kongelige Danske Marine über:
- Supply-Klasse (1996)
  - A560 Gunnar Thorson (1996)
  - A561 Gunnar Seidenfaden (1996)
- Seatruck-Klasse (1996)
  - A562 Mette Miljø (1996)
  - A563 Marie Miljø (1996)
- Miljø-Klasse (1996)
  - Y340 Miljø 101 (1996)
  - Y341 Miljø 102 (1996)
  - Y342 Miljø 103 (2008)

### Weitere Schiffe
Die königliche Yacht Dannebrog (A 540) sowie die drei Eisbrecher A551 Danbjørn, A552 Isbjørn, A553 Thorbjørn  gehören ebenfalls zur Marine.